# Offshore-Windpark Hollandse Kust Noord
Der Windpark Hollandse Kust Noord ist Offshore-Windpark (52° 37′ N, 4° 12′ O) 18,5 km westlich der Küstenstadt Egmond (Nordholland). Der Park umschließt den 2008 gebauten Offshore-Windpark Prinses Amalia und grenzt an den 2007 errichteten Offshore-Windpark Egmond aan Zee.
Im Jahr 2020 erhielt CrossWind, ein Konsortium aus Shell und Eneco, die Genehmigung zum Bau des Parks (ohne Subventionen).
69 Windräder vom Typ Siemens Gamesa SG 11.0-200 DD mit je 11 MW Nennleistung und 200 m Rotordurchmesser wurden aufgestellt, insgesamt also eine installierte Leistung von 759 MW. Die Gründungen bestehen aus Monopiles. Die erste wurde am 17. Oktober 2022 in den Meeresboden gerammt, die letzte am 9. Februar 2023. Die erste Windkraftanlage wurde am 15. April 2023 auf seiner Gründung befestigt. Am 19. Juni lieferte der Windpark seine erste Megawattstunde an elektrischer Energie ins Netz. Am 19. Oktober 2023 wurde die letzte Windkraftanlage montiert. Zusätzlich zu den Windkraftanlagen soll noch eine schwimmende Photovoltaikanlage für Strom sorgen.
Die Inbetriebnahme erfolgte am 20. Dezember 2023, wie Ende 2022 und Oktober 2023 geplant. Crosswind rechnet mit einer jährlich produzierten Strommenge von mindestens 3,3 TWh. Diese kann rechnerisch den Bedarf von 1 Million Haushalten decken, was 2,8 % des niederländischen Strombedarfs entspräche.[veraltet]